# شريف الفيلالي
شريف فوزي الفيلالي جاسوس مصري , أدين في عام 2002 م بالتجسس لصالح إسرائيل وحكم عليه بالسجن لمدة خمسة عشر عاما. وقد أصدرت محكمة مصرية عام 2001 م حكما ببراءة الفيلالي ، لكن الرئيس حسني مبارك بصفته الحاكم العسكري وبموجب قانون الطوارئ رفض التصديق على الحكم فأعيدت المحاكمة وصدر الحكم بالإدانة.

## وفاته
توفي الفيلالي في سجنه في الأول من يوليو 2007 م. وذكر الطبيب الشرعي الذي قام بتشريح الجثة أن الوفاة كانت نتيجة هبوط حاد في الدورتين التنفسية والدموية وتوقف عضلة القلب ولا توجد أي شبهة للوفاة الجنائية.